# جون ديفاني
جون ديفاني هو لاعب هوكي الجليد كندي، ولد في 10 أبريل 1958 في إدمونتون في كندا.

## وصلات خارجية
- جون ديفاني على موقع EliteProspects.com (الإنجليزية)
- جون ديفاني على موقع HockeyDB.com (الإنجليزية)
- جون ديفاني على موقع أوليمبيديا (الإنجليزية)